# Badminton vid olympiska sommarspelen 2012

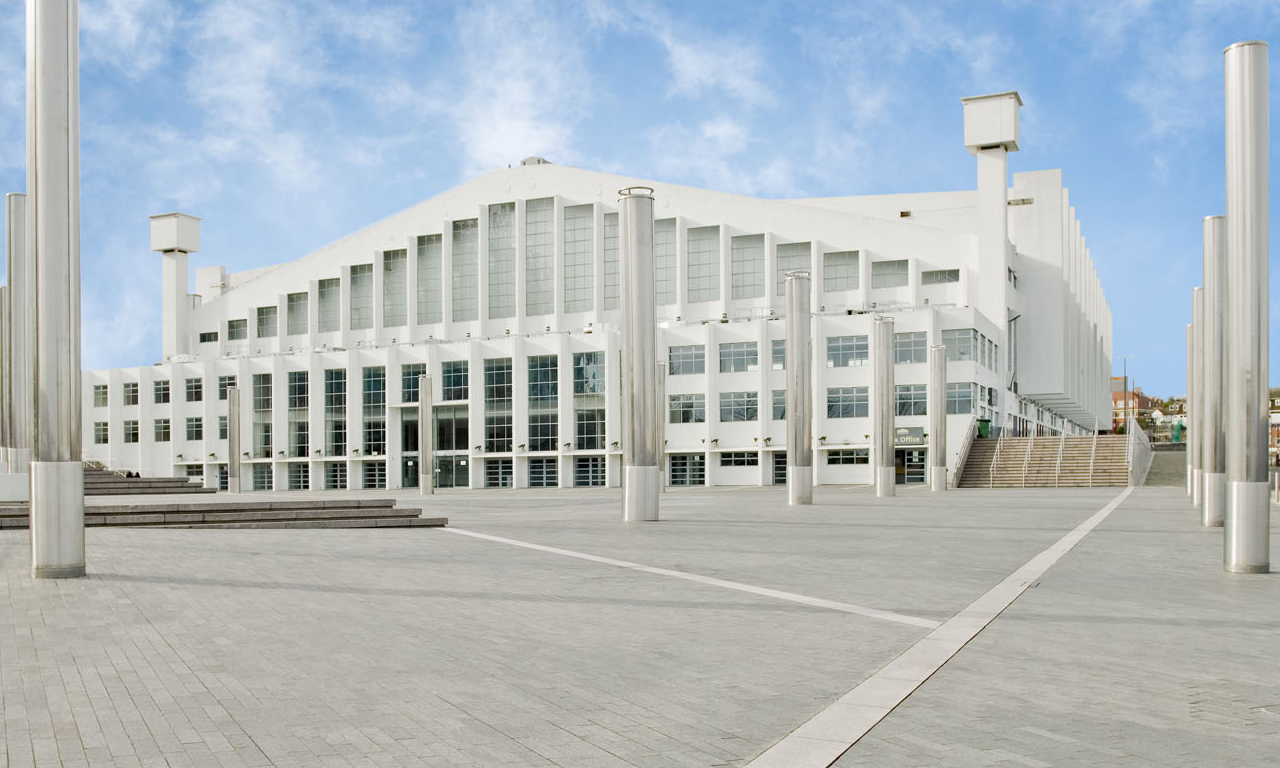
Wembley Arena, där matcherna spelas.

De olympiska tävlingarna 2012 i badminton arrangerades mellan den 28 juli och 5 augusti 2012 i London i Storbritannien. Turneringen hade utrymme för 172 deltagare i fem olika grenar: singel för damer och herrar, dubbel för damer och herrar samt mixeddubbel.

## Medaljsammanfattning
| Gren                 | Guld                       | Guld                       | Silver                               | Silver                               | Brons                                               | Brons                                               |
| -------------------- | -------------------------- | -------------------------- | ------------------------------------ | ------------------------------------ | --------------------------------------------------- | --------------------------------------------------- |
| Herrsingel detaljer  | Lin Dan Kina               | Lin Dan Kina               | Lee Chong Wei Malaysia               | Lee Chong Wei Malaysia               | Chen Long Kina                                      | Chen Long Kina                                      |
| Damsingel detaljer   | Li Xuerui Kina             | Li Xuerui Kina             | Wang Yihan Kina                      | Wang Yihan Kina                      | Saina Nehwal Indien                                 | Saina Nehwal Indien                                 |
| Herrdubbel detaljer  | Kina Cai Yun Fu Haifeng    | Kina Cai Yun Fu Haifeng    | Danmark Mathias Boe Carsten Mogensen | Danmark Mathias Boe Carsten Mogensen | Sydkorea Jung Jae-sung Lee Yong-dae                 | Sydkorea Jung Jae-sung Lee Yong-dae                 |
| Damdubbel detaljer   | Kina Tian Qing Zhao Yunlei | Kina Tian Qing Zhao Yunlei | Japan Mizuki Fujii Reika Kakiiwa     | Japan Mizuki Fujii Reika Kakiiwa     | Ryssland Valeria Sorokina Nina Vislova              | Ryssland Valeria Sorokina Nina Vislova              |
| Mixeddubbel detaljer | Kina Zhang Nan Zhao Yunlei | Kina Zhang Nan Zhao Yunlei | Kina Xu Chen Ma Jin                  | Kina Xu Chen Ma Jin                  | Danmark Joachim Fischer Nielsen Christinna Pedersen | Danmark Joachim Fischer Nielsen Christinna Pedersen |

Denna tabell: visa • redigera

## Medaljtabell
| Pl.    | Nation   | Guld | Silver | Brons | Totalt |
| ------ | -------- | ---- | ------ | ----- | ------ |
| 1      | Kina     | 5    | 2      | 1     | 8      |
| 2      | Danmark  | 0    | 1      | 1     | 2      |
| 3      | Japan    | 0    | 1      | 0     | 1      |
| 3      | Malaysia | 0    | 1      | 0     | 1      |
| 5      | Indien   | 0    | 0      | 1     | 1      |
| 5      | Ryssland | 0    | 0      | 1     | 1      |
| 5      | Sydkorea | 0    | 0      | 1     | 1      |
| Totalt | Totalt   | 5    | 5      | 5     | 15     |

## Tävlingsformat
Grenarna kommer att avgöras genom en kombination av gruppspel och utslagsomgångar. Alla spelare/dubbelpar delas upp i grupper och spelar mot övriga i sin grupp. Efter gruppspelet går de 16 bästa singelspelarna och 8 bästa dubbelparen vidare till utslagsomgångarna.